# Micrurus stewarti
Micrurus stewarti este o specie de șerpi din genul Micrurus, familia Elapidae, descrisă de Thomas Barbour și Ayrton Amaral în anul 1928. Conform Catalogue of Life specia Micrurus stewarti nu are subspecii cunoscute.